# Plymouth (Massachusetts)
Plymouth és una població dels Estats Units a l'estat de Massachusetts. Segons el cens del 2009 tenia 58.681 habitants.

## Demografia
Segons el cens del 2000, Plymouth tenia 51.701 habitants, 18.423 habitatges, i 13.264 famílies. La densitat de població era de 206,9 habitants/km².
Dels 18.423 habitatges en un 36% hi vivien nens de menys de 18 anys, en un 58,4% hi vivien parelles casades, en un 10,4% dones solteres, i en un 28% no eren unitats familiars. En el 21,7% dels habitatges hi vivien persones soles el 8,5% de les quals corresponia a persones de 65 anys o més que vivien soles. El nombre mitjà de persones vivint en cada habitatge era de 2,67 i el nombre mitjà de persones que vivien en cada família era de 3,16.
Per edats la població es repartia de la següent manera: un 25,8% tenia menys de 18 anys, un 7,1% entre 18 i 24, un 32% entre 25 i 44, un 23,9% de 45 a 60 i un 11,2% 65 anys o més.
L'edat mediana era de 36 anys. Per cada 100 dones de 18 o més anys hi havia 96,4 homes.
La renda mediana per habitatge era de 54.677 $ i la renda mediana per família de 63.266$. Els homes tenien una renda mediana de 44.983 $ mentre que les dones 31.565$. La renda per capita de la població era de 23.732$. Entorn del 4,4% de les famílies i el 5,4% de la població estaven per davall del llindar de pobresa.